# Беседа против богомилите
„Беседа против богомилите“ e полемично произведение на старобългарската литература, написано от Презвитер Козма, църковен писател близък до цар Петър I.

## Особености
Съществуват три версии за времето на създаване на творбата: Михаил Попруженко, Андре Ваян, Петър Динеков и други смятат, че то е създадено в края на Х век, по време на царуването или веднага след смъртта на Петър I; Юрдан Трифонов и Васил Киселков смятат, че творбата е създадена през първата половина на ХІ век; Емил Георгиев (литературовед) отнася творбата към времето на цар Борил и Бориловия събор против богомилите през 1211 година.
За автора Презвитер Козма се знае сравнително малко - смята се, че е живял и работил в Преслав по времето на цар Петър I или малко след смъртта му. Предполага се, че е бил близък до царския двор свещеник, а творбата му показва учен книжовник, който познава в тънкости, както християнската вяра и светите книги, така и учението на своите противници. Заема твърда позиция в защите на църквата и царската власт. В същото време критикува и някои негативни страни в поведението на свещенослужителите и в социалния живот.
Беседата, запазена в 25 пълни копия от ХV до ХІХ век и около 120 откъса и компилации на руски и сръбски, е източник на редица факти за богомилското учение и отношенията на православната църква към принципите му, както и за живота и социалните отношения в България в края на Х век. Известни са два варианта на заглавието: "Беседа на недостойния презвитер Козма срещу новопоявилата се ерес на Богомил" и "Слово на светия Козма презвитер срещу еретиците, спор и поучение от божествените книги." Второто заглавие вероятно е по-късно.
"Беседа против богомилите" е страстна полемика срещу богомилската ерес и може структурно да се раздели на две основни части. Първата част е полемична - в нея излагат и оборват основните богомилски догми, като за аргументи в полемиката Козма си служи с множество откъси от светите книги, най-често цитати (близо 70) от апостол Павел. Втората част е поучителна - там се разглеждат и критикуват обществените недъзи, провокирали богомилските проповеди.
В произведението си Презвитер Козма не назовава богомилите с това име, а ги нарича просто „еретици“. При това се старае да направи между тях и истинските християни едно особено разграничение – богомилите приличат по поведение на изключително благочестиви християни, но не са, защото зад кроткото им и примерно поведение се крияти опасни врагове на човешкия род, които искат да го отклонят от следването на онези канони, които осигуряват възможност душата да се спаси и човек да получи вечен живот.
Според Козма еретиците отричат истинността на буквалното тълкуване на Библията, както и достоверността на разказите ѝ изобщо, защото според тях Дявола, а не Бог, е създател и творец на земния свят и на материалното, но без помощта на Бога нямало да успее да вдъхне живот на сътворените от него Адам и Ева.
Богомилите учат, че почитането на кръста е глупаво, защото за Бога той би трябвало да е най-омразното оръдие, с което са убили неговия син. Те твърдят също, че християнската обредност, а и самата църква са всъщност излишни и даже вредни.
Особено много наблягали на това, че властта, включително и църковната, е не „от Бога“, а точно обратното – от Дявола.
В своята беседа Презвитер Козма отговаря на изложените постулати на богомилското учение с критика, основана на цитати от Библията, на примери от ежедневния живот, а също и с критични забележки, целящи да покажат еретиците, като хора, които сами си противоречат или са лицемери и от възхвали на техните противници - феодалите и духовниците.